# Tara Strong
Tara Lyn Strong, född 12 februari 1973 i Toronto, Kanada, är en kanadensisk skådespelare och röstskådespelare. Hon har bland annat haft rösten som Timmy Turner i Fairly Odd Parents, Ben Tennyson i Ben 10 och som Twilight Sparkle i My Little Pony: Vänskap är magisk.

## Filmografi (i urval)

### Live action-roller
| År   | Titel                                                          | Roll                       | Noter                                         | Källor                      |
| ---- | -------------------------------------------------------------- | -------------------------- | --------------------------------------------- | --------------------------- |
| 1988 | T. and T.                                                      | Sydney                     | Ep. "Junkyard Blues"                          |                             |
| 1989 | Mosquito Lake                                                  | Tara Harrison              | Första TV-roll                                | [ 4 ]                       |
| 1991 | Married to It                                                  | Student in Pageant         |                                               | [ 5 ]                       |
| 1991 | Street Legal                                                   | Angela                     | Ep. "Sing for Me, Olivia"                     |                             |
| 1992 | Forever Knight                                                 |                            | Ep. "Dying for Fame"                          | [ 6 ] [ 7 ]                 |
| 1992 | A Town Torn Apart                                              | Vida Sparrows              |                                               |                             |
| 1992 | The Judge                                                      | Millie Waters              | Ep. "The Wild Thing"                          | [ 8 ]                       |
| 1993 | Family Pictures                                                | Sarah (17–30)              |                                               |                             |
| 1993 | Kung Fu: The Legend Continues                                  | Elizabeth                  | Ep. "Secret Place".                           | [ 7 ]                       |
| 1993 | Desiree's Wish                                                 | Waitress                   | Kortfilm regisserad av Mark Tollefson         |                             |
| 1993 | Ready or Not                                                   | Nicole                     | Ep. "Black or White or Maybe Grey"            | [ 9 ]                       |
| 1994 | Thicker Than Blood: The Larry McLinden Story                   | Terra (16 år)              |                                               | [ 10 ] [ 11 ]               |
| 1994 | Ensamma hemma                                                  | Lorna                      | Ep. "Homework"                                | [ 12 ]                      |
| 1994 | Reform School Girl                                             | Lucille                    | Film från Rebel Highway anthology series      | [ 13 ]                      |
| 1995 | National Lampoon's Senior Trip                                 | Carla Morgan               | Första filmgig efter flytten till Los Angeles | [ 14 ] [ 15 ] [ 7 ]         |
| 1995 | Skin Deep                                                      | Tina                       | Film av Midi Onodera                          | [ 16 ]                      |
| 1996 | Tredje klotet från solen                                       | Exercise Lady VO           | Ep. "My Mother the Alien"                     | [ 17 ]                      |
| 1998 | Sabrina Goes to Rome                                           | Gwen                       |                                               | [ 18 ] [ 19 ] [ 20 ]        |
| 1998 | Sabrina tonårshäxan                                            | Molly Dolly                | Ep. "Good Will Haunting"                      | [ 21 ] [ 22 ]               |
| 1998 | Leeza                                                          | Sig själv                  |                                               | [ 23 ]                      |
| 1998 | Candid Camera                                                  | Unborn baby                |                                               |                             |
| 1999 | Sabrina, Down Under                                            | Gwen                       | Uppföljare till Sabrina Goes to Rome          | [ 19 ] [ 20 ] [ 24 ] [ 25 ] |
| 1999 | 1999 Kids' Choice Awards                                       | Announcer                  |                                               | [ 7 ]                       |
| 1999 | Touched by an Angel                                            | Emily                      | Ep. "The Occupant"                            | [ 23 ]                      |
| 2004 | Comic Book: The Movie                                          | Voice of Hotel Maid        |                                               | [ 26 ]                      |
| 2006 | Take Home Chef                                                 | Sig själv                  | Ep. 166                                       | [ 27 ]                      |
| 2007 | According to Jim                                               | Crying Baby, Crying Babies | Ep. "Separate Ways", "The Blankie"            | [ 28 ]                      |
| 2007 | The Bad Girls Club                                             | Berättaren                 | Säsong 2                                      | [ 29 ]                      |
| 2008 | The Last White Dishwasher                                      | Tamara Swanson             |                                               | [ 30 ]                      |
| 2010 | Big Time Rush                                                  | Miss Collins               |                                               | [ 23 ]                      |
| 2012 | Bronies: The Extremely Unexpected Adult Fans of My Little Pony | Sig själv                  | Dokumentär, även Exekutiv Producent           | [ 31 ] [ 32 ]               |
| 2013 | I Know That Voice                                              | Sig själv                  | Dokumentärfilm om röstskådespel               | [ 33 ] [ 34 ]               |
| 2013 | Super Fun Night                                                | Young Pamela               | Ep. "Merry Super Fun Christmas"               | [ 35 ]                      |
| 2013 | Police Guys                                                    | Walkie Voice               | kortfilm av Jon Lee Brody                     | [ 17 ] [ 36 ]               |
| 2014 | Arrow                                                          | Deranged Squad Female      | Ep. "Suicide Squad"                           | [ 17 ] [ 37 ]               |

### Roller inom animerade TV-serier
| År        | Serie                                   | Roll                                                                                   | Noter | Källor                                  |
| --------- | --------------------------------------- | -------------------------------------------------------------------------------------- | --- | --------------------------------------- |
| 1987      | Sylvanian Families                      | Bridget                                                                                | Ep. "Grace Under Pressure/Cooking Up Trouble", Okrediterad |                                         |
| 1987      | Hello Kitty's Furry Tale Theater        | Hello Kitty                                                                            | Första stora röstroll till en animerad karaktär | [ 38 ] [ 39 ] [ 40 ]                    |
| 1987      | Maxie's World                           | Carly                                                                                  | | [ 41 ] [ 42 ]                           |
| 1987      | My Pet Monster                          | Amie                                                                                   | | [ 43 ]                                  |
| 1988      | Babar                                   | Young Celeste                                                                          | | [ 17 ] [ 44 ]                           |
| 1988      | The Care Bears                          | Carol, Rebecca, Anna                                                                   | Nelvana production |                                         |
| 1988      | Clifford's Fun with Letters             | Olika röstroller                                                                       | |                                         |
| 1988      | Garbage Pail Kids                       | Patty Putty                                                                            | | [ 45 ]                                  |
| 1989      | Madeline                                | Chloe                                                                                  | HBO specialepisod | [ 46 ]                                  |
| 1990      | Piggsburg Pigs!                         | Dotty, Prissy                                                                          | | [ 47 ]                                  |
| 1990      | The Adventures of Super Mario Bros. 3   | Lemmy "Hip" Koopa and Iggy "Hop" Koopa                                                 | | [ 48 ]                                  |
| 1990      | Beetlejuice                             | Clare Brewster, Bertha, Little Miss Warden                                             | | [ 49 ] [ 50 ]                           |
| 1990      | Bill & Ted's Excellent Adventures       | Mary Jane Smedley                                                                      | säsong 2 | [ 51 ]                                  |
| 1991      | ProStars                                | Laura                                                                                  | | [ 52 ] [ 53 ]                           |
| 1991      | Wish Kid                                |                                                                                        | | [ 54 ]                                  |
| 1991      | Here's How!                             | Host / Mouse                                                                           | TV Ontario Show |                                         |
| 1991      | Super Mario World                       | Lemmy "Hip" Koopa and Iggy "Hop" Koopa                                                 | | [ 55 ] [ 7 ]                            |
| 1991      | The Raccoons                            | Donna                                                                                  | Ep. "Join the Club" | [ 56 ]                                  |
| 1993      | Tales from the Cryptkeeper              | Jenny Lawson                                                                           | Ep. "Pleasant Screams" | [ 7 ]                                   |
| 1993      | X-Men                                   | Illyana Rasputin                                                                       | | [ 57 ]                                  |
| 1994      | Tekkaman Blade II                       | Yumi Francois                                                                          | | [ 58 ]                                  |
| 1995      | Gadget Boy & Heather                    | Heather                                                                                | Även Gadget Boy's Adventures in History | [ 59 ]                                  |
| 1995      | Little Bear                             | Tutu                                                                                   | | [ 60 ]                                  |
| 1996      | Ace Ventura: Pet Detective              | Olika röstroller                                                                       | | [ 61 ]                                  |
| 1996      | Adventures from the Book of Virtues     | Girl                                                                                   | Eps. "Compassion", "Honor" | [ 62 ]                                  |
| 1996      | The Real Adventures of Jonny Quest      | Kazrina, Irina Kafka                                                                   | Eps. "Ice Will Burn", "The Haunted Sonata" | [ 63 ]                                  |
| 1997      | Ko och Kyckling                         | Olika karaktärer                                                                       | | [ 17 ]                                  |
| 1997      | The New Batman Adventures               | Batgirl / Barbara Gordon                                                               | | [ 17 ]                                  |
| 1997      | 101 Dalmatians: The Series              | Spot, Two-Tone, Vindella de Vil                                                        | | [ 64 ]                                  |
| 1997      | Extreme Ghostbusters                    | Kylie Griffin                                                                          | | [ 23 ] [ 65 ]                           |
| 1997      | Rugrats                                 | Dylan Prescott "Dil" Pickles, Timmy McNulty                                            | | [ 23 ] [ 66 ] [ 67 ]                    |
| 1997      | The New Batman Adventures               | Barbara Gordon / Batgirl                                                               | | [ 68 ]                                  |
| 1997      | Channel Umptee-3                        | Holey Moley, Övriga karaktärer                                                         | | [ 69 ]                                  |
| 1998–2004 | King of the Hill                        | Billy, Övriga karaktärer                                                               | | [ 70 ]                                  |
| 1998–2005 | Powerpuffpinglorna                      | Bubbles                                                                                | Nominerad–Annie Award for Outstanding Individual Achievement for Voice Acting in an Animated Television Production, 27th Annie Awards | [ 71 ] [ 72 ]                           |
| 1999      | Timon och Pumbaa                        | Olika karaktärer                                                                       | Eps. "Luck Be a Meerkat / Just When You'd Thought You'd Cuisine It All", "No-Good Samaritan / Living in De Nile" | [ 73 ]                                  |
| 1999–2000 | Detention                               | Shareena Wickett                                                                       | | [ 17 ] [ 74 ]                           |
| 1999      | Pepper Ann                              | Brenda                                                                                 | |                                         |
| 1999      | The Kids from Room 402                  | Penny                                                                                  | | [ 75 ] [ 76 ]                           |
| 2000–04   | The Weekenders                          | Kristi, Kandi                                                                          | | [ 17 ]                                  |
| 2000–18   | Family Guy                              | Olika karaktärer                                                                       | | [ 38 ] [ 77 ]                           |
| 2000–01   | The Kids from Room 402                  | Penny Grant, Sanjay                                                                    | | [ 17 ]                                  |
| 2000–01   | Clerks: The Animated Series             | Giggling Girl                                                                          | | [ 78 ]                                  |
| 2000      | The Wild Thornberrys                    | Little Boy                                                                             | Ep. "The Legend of Ha Long Bay" | [ 17 ]                                  |
| 2000–01   | Buzz Lightyear, rymdjägare              | Bonnie                                                                                 | Ep. "Eye of the Tempest" | [ 17 ]                                  |
| 2000–02   | Gotham Girls                            | Barbara Gordon / Batgirl, Elizabeth Styles                                             | Webbserie | [ 79 ] [ 80 ]                           |
| 2001–02   | The Zeta Project                        | Vega, Macy                                                                             | Eps. "His Maker's Name", "Ro's Reunion" | [ 17 ]                                  |
| 2001–17   | Fairly Odd Parents                      | Timmy Turner, Baby Poof, Britney Britney, Övriga karaktärer                            | Nominerad-Annie Award for Voice Acting in a Television Production, 39th Annie Awards Nominerad–Annie Award for Outstanding Individual Achievement for Voice Acting by a Female Performer in an Animated Television Production, 29th Annie Awards Nominerad–BTVA Voice Acting Award for Best Female Lead Vocal Performance in a Television Series, 2011 | [ 81 ] [ 82 ] [ 17 ] [ 83 ] [ 84 ]      |
| 2001–05   | The Proud Family                        | Bebe and Cece Proud, Puff                                                              | | [ 85 ] [ 86 ] [ 87 ]                    |
| 2002      | Totally Spies!                          | Honeybees                                                                              | Ep. "The Black Widows" | [ 88 ]                                  |
| 2002–07   | Kim Possible                            | Tara, Joss Possible, Britina                                                           | | [ 89 ]                                  |
| 2002–04   | Fillmore!                               | Ingrid Third, Övriga karaktärer                                                        | | [ 17 ] [ 90 ]                           |
| 2002–03   | Lloyd i rymden                          | Olika karaktärer                                                                       | Ep. "Neither Boy Nor Girl", "At Home with the Bolts" | [ 91 ]                                  |
| 2003–06   | Kodnamn Grannungarna                    | Mushi Sanban, Övriga karaktärer                                                        | | [ 92 ]                                  |
| 2003–06   | Justice League                          | Sera, Queen, Johnny                                                                    | Ep. "Twilight Part II", "Wild Cards", "Patriot Act" Also Justice League Unlimited | [ 17 ]                                  |
| 2003–06   | Teen Titans                             | Raven, Kole, Jinx, Gizmo, Övriga karaktärer                                            | | [ 17 ] [ 93 ]                           |
| 2003      | Spider-Man: The New Animated Series     | Christina                                                                              | Ep. "Head Over Heels" | [ 94 ]                                  |
| 2003–07   | Jakers! The Adventures of Piggley Winks | Dannan O'Mallard, Molly Winks                                                          | Nominerad–Annie Award for Voice Acting in an Animated Television Production, 31st Annie Awards Nominerad–Daytime Emmy Award for Outstanding Performer in an Animated Program, 33rd Daytime Emmy Awards | [ 95 ] [ 96 ] [ 97 ]                    |
| 2003–06   | Lilo & Stitch                           | Angel, Övriga karaktärer Bebe Proud, Cece Proud and Puff                               | Crossoverepisod med The Proud Family | [ 98 ]                                  |
| 2003–06   | Xiaolin Showdown                        | Omi, Megan, T-Rex                                                                      | | [ 17 ] [ 99 ]                           |
| 2003–06   | All Grown Up!                           | Dylan "Dil" Pickles                                                                    | | [ 100 ] [ 101 ]                         |
| 2004–07   | Danne Fantom                            | Ember McLain, Penelope Spectra, Star, Övriga karaktärer                                | | [ 17 ] [ 102 ]                          |
| 2004–05   | Megas XLR                               | Pulsar, Comet                                                                          | | [ 17 ]                                  |
| 2004–05   | Stroker and Hoop                        | Olika karaktärer                                                                       | | [ 17 ]                                  |
| 2004      | Fosters hem för påhittade vänner        | Terrence, Olika karaktärer                                                             | | [ 103 ]                                 |
| 2004–07   | Drawn Together                          | Princess Clara, Toot Braunstein, Övriga karaktärer                                     | | [ 104 ] [ 105 ] [ 106 ]                 |
| 2005–07   | American Dragon: Jake Long              | Kara & Sara, Veronica, Stacey, Övriga karaktärer                                       | | [ 107 ] [ 108 ]                         |
| 2005      | The Life and Times of Juniper Lee       | Roger, Övriga karaktärer                                                               | | [ 109 ]                                 |
| 2005–06   | Det surrar om Maggie                    | Dawn Swatworthy                                                                        | | [ 110 ] [ 111 ]                         |
| 2005–08   | Ben 10                                  | Ben Tennyson, Upgrade, Gwendolyn, Benwolf, Övriga karaktärer                           | | [ 17 ] [ 112 ] [ 113 ]                  |
| 2007      | Afro Samurai                            | Otsuru, Jiro                                                                           | | [ 17 ]                                  |
| 2007–08   | My Friends Tigger & Pooh                | Porcupine                                                                              | | [ 114 ]                                 |
| 2007–10   | The Boondocks                           | Cindy McPhearson                                                                       | | [ 115 ] [ 116 ]                         |
| 2007–09   | Transformers Animated                   | Sari Sumdac, Slipstream, Daniel Witwicky, Strika, Red Alert, Slo-Mo, Övriga karaktärer | | [ 17 ] [ 117 ] [ 118 ]                  |
| 2007–10   | Chowder                                 | Truffles                                                                               | | [ 119 ] [ 120 ]                         |
| 2007–09   | Sushi Pack                              | Maguro                                                                                 | | [ 121 ]                                 |
| 2008–10   | Ben 10: Alien Force                     | Princess Attea                                                                         | | [ 17 ]                                  |
| 2008–09   | Wow! Wow! Wubbzy!                       | Daizy                                                                                  | | [ 122 ] [ 123 ] [ 124 ]                 |
| 2008–11   | Batman: Den tappre och modige           | Huntress, Billy Batson, Mary Batson                                                    | | [ 17 ] [ 125 ]                          |
| 2008–10   | Pingvinerna från Madagaskar             | Olika karaktärer                                                                       | | [ 17 ]                                  |
| 2009      | Phineas & Ferb                          | Olika röstroller                                                                       | Ep. "Interview With a Platypus" | [ 126 ]                                 |
| 2009      | Wolverine and the X-Men                 | Voices                                                                                 | | [ 127 ]                                 |
| 2009–11   | The Super Hero Squad Show               | H.E.R.B.I.E., Scarlet Witch, Princess Anelle, Övriga karaktärer                        | | [ 17 ]                                  |
| 2009      | Random! Cartoons                        | Beth Tezuka                                                                            | Ep. "The Bravest Warriors" Pilotepisod för Bravest Warriors | [ 128 ]                                 |
| 2010–12   | Ben 10: Ultimate Alien                  | Young Ben, Serena                                                                      | | [ 17 ]                                  |
| 2010–13   | Mad                                     | Olika karaktärer                                                                       | | [ 129 ]                                 |
| 2010      | Sym-Bionic Titan                        | Ilana                                                                                  | | [ 130 ]                                 |
| 2010–19   | My Little Pony: Vänskap är magisk       | Twilight Sparkle                                                                       | | [ 17 ]                                  |
| 2010–13   | Pound Puppies                           | Olika karaktärer                                                                       | | [ 131 ]                                 |
| 2011      | Young Justice                           | Serling Roquette, WayneTech Cashier                                                    | Ep. "Infiltrator" | [ 17 ]                                  |
| 2011      | The Looney Tunes Show                   | Motel Receptionist                                                                     | Ep. "Jailbird and Jailbunny" | [ 17 ]                                  |
| 2011–12   | Dan Vs.                                 | Olika röstroller                                                                       | Ep. "Dan Vs. The Lemonade Stand Gang", "Dan Vs. The Bank" | [ 132 ] [ 133 ]                         |
| 2011      | Thundercats                             | Young Lion-O                                                                           | | [ 17 ]                                  |
| 2012      | Napoleon Dynamite                       | Olika karaktärer                                                                       | | [ 17 ]                                  |
| 2012–13   | Gröna lyktan                            | Iolande                                                                                | | [ 17 ]                                  |
| 2012–14   | DC Nation Shorts                        | Raven Billy Batson Batgirl                                                             | New Teen Titans Shazam! Super Best Friends Forever | [ 134 ] [ 135 ] [ 136 ] [ 137 ] [ 138 ] |
| 2012      | Ultimate Spider-Man                     | Mary Jane Watson, Thundra, Sandy, Övriga karaktärer                                    | Nominerad–BTVA Voice Acting Award for Best Female Vocal Performance in a Television Series in a Supporting Role – Action/Drama, 2012, Mary Jane Watson | [ 17 ] [ 139 ]                          |
| 2012      | Electric City                           | Makaela                                                                                | Webbserie | [ 140 ]                                 |
| 2012–14   | Ben 10: Omniverse                       | Young Ben, Övriga karaktärer                                                           | | [ 17 ]                                  |
| 2012–14   | Brickleberry                            | Olika karaktärer                                                                       | | [ 17 ]                                  |
| 2013–idag | Bravest Warriors                        | Plum                                                                                   | Webbserie | [ 128 ] [ 141 ]                         |
| 2013–idag | Teen Titans Go!                         | Raven, Jayna, Batgirl, Övriga karaktärer                                               | Nominerad–BTVA Voice Acting Award for Best Female Lead Vocal Performance in a Television Series – Comedy/Musical, 2013, Raven Nominerad–BTVA Voice Acting Award for Best Female Vocal Performance in a Television Series in a Guest Role – Comedy/Musical, 2013, Jayna                                                                                 | [ 17 ] [ 142 ]                          |
| 2013      | Beware the Batman                       | Barbara Gordon                                                                         | | [ 17 ]                                  |
| 2013      | Xiaolin Chronicles                      | Omi, Ping Pong, Muffin Face                                                            | Nominerad–BTVA Voice Acting Award for Best Female Lead Vocal Performance in a Television Series – Action/Drama, 2013, Omi | [ 17 ] [ 142 ]                          |
| 2013      | Futurama                                | Tanya                                                                                  | Ep. "Stench and Stenchibility" | [ 143 ]                                 |
| 2013–14   | Farbror Farfar                          | Susie, Olika röstroller                                                                | Ep. "Afraid of the Dark", "Dog Days" | [ 144 ]                                 |
| 2014      | Wander Over Yonder                      | Beeza, Övriga karaktärer                                                               | Ep. "The Ball", "The Toddler" | [ 145 ]                                 |
| 2014      | TripTank                                | Olika karaktärer                                                                       | | [ 17 ]                                  |
| 2014      | Breadwinners                            | Zoona                                                                                  | Ep. "Pizzawinners" | [ 146 ]                                 |

### Filmroller
| År   | Titel                                         | Roll                                  | Noter                                | Källor         |
| ---- | --------------------------------------------- | ------------------------------------- | ------------------------------------ | -------------- |
| 1998 | The Rugrats Movie                             | Dylan "Dil" Pickles                   |                                      | [ 23 ] [ 17 ]  |
| 1999 | Black Mask                                    | Olika röstroller                      | Engelsk dubbning av live-action film |                |
| 2000 | Rugrats in Paris: The Movie                   | Dylan "Dil" Pickles                   |                                      | [ 17 ]         |
| 2002 | Ice Age                                       | Roshan, Start                         |                                      | [ 17 ]         |
| 2002 | The Powerpuff Girls Movie                     | Bubbles                               |                                      | [ 17 ]         |
| 2002 | Spirited Away                                 | Boh                                   |                                      |                |
| 2002 | The Wild Thornberrys Movie                    | Schoolgirl                            |                                      | [ 17 ]         |
| 2003 | Rugrats Go Wild                               | Dylan "Dil" Pickles                   |                                      | [ 17 ]         |
| 2005 | Sanningen om Rödluvan                         | Zorra                                 |                                      | [ 17 ]         |
| 2007 | TMNT                                          | Olika röstroller                      |                                      | [ 147 ]        |
| 2008 | Bolt                                          | Olika röstroller                      |                                      | [ 148 ]        |
| 2012 | Strange Frame: Love & Sax                     | Naia X.                               | filmfestivalrelease                  | [ 149 ] [ 1 ]  |
| 2012 | Ted                                           | Ted's "I love you" voice-box function | Okrediterad                          | [ 17 ]         |
| 2013 | Monsters University                           | Olika röstroller                      |                                      | [ 38 ] [ 150 ] |
| 2013 | Jay & Silent Bob's Super Groovy Cartoon Movie |                                       | filmfestivalrelease                  | [ 151 ]        |
| 2014 | The Hero of Color City                        |                                       | Begränsad release                    | [ 152 ]        |
| 2017 | Animal Crackers                               | Talia                                 |                                      | [ 153 ]        |
| 2017 | My Little Pony: The Movie                     | Twilight Sparkle (röst)               |                                      |                |

### Direkt-till-video och TV-filmroller
| År   | Titel                                                   | Roll                                                                                                  | Noter | Källor                  |
| ---- | ------------------------------------------------------- | --- | --- | ----------------------- |
| 1988 | The Wild Puffalumps                                     | Holly                                                                                                 | | [ 17 ]                  |
| 1988 | Care Bears Nutcracker Suite                             | Anna                                                                                                  | | [ 154 ]                 |
| 1998 | Scooby-Doo på Zombieön                                  | Lena                                                                                                  | | [ 17 ]                  |
| 1999 | Can of Worms                                            | Lula                                                                                                  | | [ 17 ]                  |
| 1999 | Prinsessan Mononoke                                     | Olika röstroller                                                                                      | |                         |
| 2000 | Den lilla sjöjungfrun II – Havets hemlighet             | Melody                                                                                                | Nominerad–Annie Award for Outstanding Individual Achievement for Voice Acting by a Female Performer in an Animated Feature Production, 29th Annie Awards | [ 82 ] [ 17 ] [ 155 ]   |
| 2000 | Batman Beyond: Return of the Joker                      | Batgirl                                                                                               | | [ 17 ]                  |
| 2001 | Tarzan & Jane                                           | Hazel                                                                                                 | | [ 156 ]                 |
| 2002 | Tom och Jerry - Den magiska ringen                      | Nibbles                                                                                               | | [ 17 ]                  |
| 2002 | Ringaren i Notre Dame II                                | Olika röstroller                                                                                      | | [ 157 ]                 |
| 2003 | The Fairly Oddparents: Abra-Catastrophe                 | Timmy, Kid, Fairy #1, Kid #1                                                                          | | [ 17 ]                  |
| 2003 | De 101 dalmatinerna II - Tuffs äventyr i London         | Olika röstroller                                                                                      | | [ 158 ]                 |
| 2003 | Batman: Mysteriet med Batwoman                          | Barbara Gordon                                                                                        | | [ 17 ]                  |
| 2004 | Van Helsing: The London Assignment                      | Young Victoria                                                                                        | | [ 17 ]                  |
| 2004 | Fairly Oddparents: Channel Chasers                      | Timmy, Paula Poundcake, Vicky's Mom, Olika röstroller                                                 | | [ 17 ]                  |
| 2005 | Dinotopia: Quest for the Ruby Sunstone                  | Mara                                                                                                  | | [ 17 ]                  |
| 2005 | The Fairly Oddparents: School's Out: The Musical        | Timmy, Baby Flappy                                                                                    | | [ 17 ]                  |
| 2005 | The Proud Family Movie                                  | Bebe & Cece Proud, Cashew                                                                             | | [ 159 ]                 |
| 2005 | Legend of Frosty the Snowman                            | Sarah Simple, Sonny Sklarew                                                                           | | [ 17 ]                  |
| 2005 | The Batman vs. Dracula                                  | Vicky Vale                                                                                            | | [ 17 ]                  |
| 2006 | Stuart Little 3: Call of the Wild                       | Brooke, Forest Animals & Scouts                                                                       | | [ 17 ]                  |
| 2006 | Bratz Genie Magic                                       | Katia                                                                                                 | | [ 17 ]                  |
| 2006 | The Fairly Oddparents: Fairy Idol                       | Timmy, Timmy Clone, Blonda, Supermodel                                                                | | [ 17 ]                  |
| 2006 | Superman: Brainiac Attacks                              | Olika röstroller                                                                                      | | [ 160 ]                 |
| 2006 | Leroy & Stitch                                          | Olika röstroller                                                                                      | | [ 161 ]                 |
| 2006 | Teen Titans: Trouble in Tokyo                           | Raven                                                                                                 | | [ 17 ]                  |
| 2006 | Bah, Humduck! A Looney Tunes Christmas                  | Priscilla Pig, House Mother                                                                           | | [ 162 ]                 |
| 2007 | Ben 10: Secret of the Omnitrix                          | Ben                                                                                                   | | [ 17 ]                  |
| 2007 | Doctor Strange: The Sorcerer Supreme                    | April, Olika röstroller                                                                               | | [ 17 ]                  |
| 2007 | Disney Princess Enchanted Tales: Follow Your Dreams     | Sharma, Olika röstroller                                                                              | Ep. "More than a Peacock and Princess" | [ 17 ]                  |
| 2007 | Tom and Jerry: A Nutcracker Tale                        | La Petite Ballerina                                                                                   | | [ 17 ]                  |
| 2007 | Pooh's Super Sleuth Christmas Movie                     | Vixen                                                                                                 | | [ 17 ]                  |
| 2008 | Unstable Fables: 3 Pigs and a Baby                      | Teen Girl Wolf, Construction Cow, Popular Girl                                                        | | [ 17 ]                  |
| 2008 | Den lilla sjöjungfrun - Sagan om Ariel                  | Adella, Andrina, Olika röstroller                                                                     | | [ 17 ]                  |
| 2008 | Wubbzy's Big Movie                                      | Ball Kid 2, Jumping Kid 1, Jumping Kid 2, Swinging Kid 1                                              | | [ 17 ]                  |
| 2008 | Secrets of the Furious Five                             | Young Tigress                                                                                         | | [ 17 ]                  |
| 2009 | The Powerpuff Girls Rule!                               | Bubbles, Alarm System                                                                                 | 10th anniversary special | [ 163 ] [ 164 ]         |
| 2009 | Wonder Woman                                            | Alexa                                                                                                 | | [ 17 ]                  |
| 2009 | Wow! Wow! Wubbzy!: Wubb Idol                            | Daizy                                                                                                 | | [ 165 ]                 |
| 2010 | The Drawn Together Movie: The Movie!                    | Princess Clara, Toot Braunstein, Betty Rubble, The "Real" Princess, Blonde Woman, Jew Producer's Wife | |                         |
| 2010 | Scooby-Doo! Camp Scare                                  | Trudy                                                                                                 | | [ 17 ]                  |
| 2010 | Superman/Batman: Apocalypse                             | Female Radio Caller 2                                                                                 | | [ 17 ]                  |
| 2011 | Thor: Tales of Asgard                                   | Sif                                                                                                   | | [ 17 ]                  |
| 2011 | A Fairly Odd Movie: Grow Up, Timmy Turner!              | Animated Noises of Poof                                                                               | | [ 17 ]                  |
| 2011 | Twinkle Toes                                            | Brittany Fairlawn, Mrs. Hubble, Judge 1, Mrs. Saperstein, Sarah                                       | | [ 17 ]                  |
| 2011 | DC Showcase: Catwoman                                   | Buttermilk Skye                                                                                       | | [ 166 ]                 |
| 2012 | Bratz: Desert Jewelz                                    | Katia                                                                                                 | | [ 17 ]                  |
| 2012 | Back to the Sea                                         | Sammy                                                                                                 | | [ 17 ]                  |
| 2012 | Ben 10: Destroy All Aliens                              | Ben, Upgrade, Sandra, Datorröst                                                                       | | [ 17 ]                  |
| 2012 | Superman vs. The Elite                                  | Young Vera                                                                                            | | [ 17 ]                  |
| 2012 | Robot Chicken DC Comics Special                         | Harley Quinn, Selena Gomez                                                                            | | [ 167 ] [ 168 ] [ 169 ] |
| 2012 | Dear Dracula                                            | Nicole, Hot Dog                                                                                       | | [ 17 ]                  |
| 2012 | A Fairly Odd Christmas                                  | Poof                                                                                                  | | [ 170 ]                 |
| 2012 | Delhi Safari                                            | Yuvi, Baby Leopard                                                                                    | | [ 17 ]                  |
| 2012 | Dino Time                                               | Julia                                                                                                 | | [ 17 ]                  |
| 2013 | Batman: The Dark Knight Returns                         | Michelle                                                                                              | | [ 17 ]                  |
| 2013 | Scooby-Doo! Mask of the Blue Falcon                     | Austin, Princess Garogflotach                                                                         | | [ 17 ]                  |
| 2013 | My Little Pony: Equestria Girls                         | Twilight Sparkle                                                                                      | Nominerad–BTVA Voice Acting Award for Best Female Vocal Performance in a TV Special/Direct-to-DVD title or Theatrical Short, 2013                        | [ 17 ] [ 171 ]          |
| 2013 | Scooby-Doo! Stage Fright                                | News Anchor, Donna                                                                                    | | [ 17 ]                  |
| 2013 | Toy Story of Terror                                     | Computer                                                                                              | | [ 17 ]                  |
| 2014 | Powerpuff Girls: Dance Pantsed                          | Bubbles                                                                                               | | [ 17 ] [ 172 ]          |
| 2014 | Robot Chicken DC Comics Special 2: Villains in Paradise | Harley Quinn                                                                                          | | [ 173 ]                 |
| 2014 | Equestria Girls: Rainbow Rocks                          | Twilight Sparkle                                                                                      | | [ 17 ]                  |
| 2014 | A Fairly Odd Summer                                     | Poof                                                                                                  | Datoranimerade karaktärer i en live-action film Okrediterad                                                                                              | [ 174 ]                 |
| 2021 | Loki                                                    | Miss Minute                                                                                           | |                         |

### Roller inom datorspel
| År   | Titel                                          | Roll                                            | Noter                                                                                            | Källor                        |
| ---- | ---------------------------------------------- | ----------------------------------------------- | ------------------------------------------------------------------------------------------------ | ----------------------------- |
| 1998 | Redneck Rampage Rides Again                    | Daisy Mae                                       | Första röstroll i ett datorspel                                                                  | [ 40 ]                        |
| 1999 | Rugrats: Studio Tour                           | Dil                                             |                                                                                                  | [ 17 ]                        |
| 2000 | Icewind Dale                                   | Yxunomei, Child Yxunomei, Olika röstroller      |                                                                                                  | [ 175 ]                       |
| 2000 | Orphen: Scion of Sorcery                       | Mar                                             |                                                                                                  | [ 176 ]                       |
| 2000 | Sacrifice                                      |                                                 |                                                                                                  |                               |
| 2000 | Vampire: The Masquerade – Redemption           | Serena                                          |                                                                                                  |                               |
| 2001 | Batman: Vengeance                              | Batgirl/Barbara Gordon                          |                                                                                                  |                               |
| 2001 | Final Fantasy X                                | Rikku                                           |                                                                                                  | [ 17 ]                        |
| 2001 | Rugrats: All Growed Up – Older and Bolder      | Dil                                             |                                                                                                  | [ 17 ]                        |
| 2002 | Diva Starz                                     | Miranda                                         |                                                                                                  |                               |
| 2002 | Pirates: The Legend of Black Kat               | Mara                                            |                                                                                                  |                               |
| 2002 | The Powerpuff Girls: Relish Rampage            | Bubbles, Flicka 1, Knivvlig civilist 1          |                                                                                                  | [ 177 ] [ 178 ]               |
| 2002 | Whacked!                                       | Lucy, Charity                                   |                                                                                                  |                               |
| 2003 | Batman: Rise of Sin Tzu                        | Batgirl / Barbara Gordon                        |                                                                                                  |                               |
| 2003 | The Fairly OddParents: Breakin' da Rules       | Timmy Turner                                    |                                                                                                  | [ 17 ]                        |
| 2003 | Final Fantasy X-2                              | Rikku                                           | 2004 Interactive Achievement Award for Outstanding Achievement in Character Performance – Female | [ 179 ] [ 180 ] [ 17 ] [ 40 ] |
| 2004 | Hot Shots Golf Fore!                           | Emma                                            |                                                                                                  |                               |
| 2004 | Jak 3                                          | Keira, Seem                                     |                                                                                                  | [ 17 ]                        |
| 2004 | La Pucelle: Tactics                            | Goddess Poitreene, Chocolat                     |                                                                                                  |                               |
| 2004 | Ninja Gaiden                                   | Rachel                                          | Även Ninja Gaiden Sigma                                                                          | [ 17 ]                        |
| 2004 | Robotech: Invasion                             | Guppy                                           |                                                                                                  |                               |
| 2004 | Shrek 2                                        | Lil' Red, Fairy                                 |                                                                                                  | [ 17 ] [ 181 ]                |
| 2004 | Spyro: A Hero's Tail                           | Ember, Flame, Blink                             |                                                                                                  |                               |
| 2004 | Tales of Symphonia                             | Presea Combatir, Corrine                        |                                                                                                  | [ 17 ]                        |
| 2005 | Jak X: Combat Racing                           | Keira                                           |                                                                                                  | [ 17 ]                        |
| 2005 | Killer7                                        | Kaede Smith                                     |                                                                                                  | [ 17 ]                        |
| 2005 | Psychonauts                                    | Sheegor                                         |                                                                                                  | [ 17 ]                        |
| 2005 | Shrek SuperSlam                                | Red, Unicorn, Dronkey, Lil Witch                |                                                                                                  | [ 17 ]                        |
| 2005 | Viewtiful Joe: Red Hot Rumble                  | Captain Blue Jr.                                |                                                                                                  |                               |
| 2005 | Xenosaga Episode II: Jenseits von Gut und Böse | Sakura Mizrahi                                  |                                                                                                  | [ 182 ]                       |
| 2005 | X-Men Legends II: Rise of Apocalypse           | Blink                                           |                                                                                                  | [ 183 ]                       |
| 2006 | Cartoon Network Racing                         | Bubbles                                         |                                                                                                  | [ 17 ]                        |
| 2006 | Family Guy Video Game!                         | Olika röstroller                                |                                                                                                  |                               |
| 2006 | Metal Gear Solid: Portable Ops                 | Ursula, Elisa                                   |                                                                                                  | [ 17 ]                        |
| 2006 | Kingdom Hearts II                              | Rikku                                           |                                                                                                  | [ 17 ]                        |
| 2006 | Onimusha: Dawn of Dreams                       | Olika röstroller                                |                                                                                                  | [ 184 ]                       |
| 2006 | Nicktoons: Battle for Volcano Island           | Timmy Turner                                    |                                                                                                  | [ 17 ]                        |
| 2006 | Xiaolin Showdown                               | Omi                                             |                                                                                                  | [ 17 ]                        |
| 2006 | Teen Titans                                    | Raven                                           |                                                                                                  | [ 17 ]                        |
| 2006 | Shrek Smash n' Crash Racing                    | Red Riding Hood, Goldilocks                     |                                                                                                  | [ 185 ]                       |
| 2007 | Blue Dragon                                    | Kluke                                           |                                                                                                  | [ 17 ] [ 186 ]                |
| 2007 | Nicktoons: Attack of the Toybots               | Timmy Turner                                    |                                                                                                  | [ 17 ]                        |
| 2007 | Ben 10: Protector of Earth                     | Ben Tennyson                                    |                                                                                                  | [ 17 ]                        |
| 2007 | Gurumin: A Monstrous Adventure                 | Cream, Mosby, Baby Tokaron                      |                                                                                                  | [ 187 ] [ 188 ]               |
| 2007 | Lost Odyssey                                   | Seth Balmore                                    |                                                                                                  | [ 17 ] [ 40 ]                 |
| 2007 | Ratchet & Clank Future: Tools of Destruction   | Talwyn                                          |                                                                                                  | [ 189 ]                       |
| 2008 | Ratchet & Clank Future: Quest for Booty        | Olika röstroller                                |                                                                                                  | [ 190 ]                       |
| 2008 | Line Rider 2: Unbound                          | Bailey                                          |                                                                                                  |                               |
| 2008 | Crash: Mind over Mutant                        | Olika röstroller                                |                                                                                                  |                               |
| 2008 | Ninja Gaiden 2                                 | Rachel, Sanji                                   | Även Ninja Gaiden Sigma 2                                                                        | [ 17 ]                        |
| 2009 | Fat Princess                                   | Princess, Female Army Member                    |                                                                                                  | [ 191 ]                       |
| 2009 | Jak and Daxter: The Lost Frontier              | Keira                                           |                                                                                                  | [ 17 ]                        |
| 2009 | Ice Age: Dawn of the Dinosaurs                 | Olika röstroller                                |                                                                                                  | [ 192 ]                       |
| 2009 | Watchmen: The End Is Nigh                      | Olika röstroller                                |                                                                                                  | [ 193 ]                       |
| 2010 | Metal Gear Solid: Peace Walker                 | Paz Ortega Andrade                              |                                                                                                  | [ 17 ]                        |
| 2010 | No More Heroes 2: Desperate Struggle           | Cloe Walsh, Margaret Moonlight                  |                                                                                                  | [ 17 ]                        |
| 2010 | Clash of the Titans                            | Marmara, Tekla, Townspeople                     |                                                                                                  | [ 17 ]                        |
| 2010 | Spider-Man: Shattered Dimensions               | Doctor Octopus                                  |                                                                                                  | [ 17 ]                        |
| 2010 | Marvel Super Hero Squad: The Infinity Gauntlet | Scarlet Witch, Invisible Woman H.E.R.B.I.E.     |                                                                                                  | [ 17 ]                        |
| 2011 | Marvel vs. Capcom 3: Fate of Two Worlds        | X-23                                            |                                                                                                  | [ 194 ]                       |
| 2011 | Rango                                          | Priscilla                                       |                                                                                                  | [ 17 ]                        |
| 2011 | Cartoon Network: Punch Time Explosion          | Olika karaktärer                                | Även i XL-versionen                                                                              | [ 195 ]                       |
| 2011 | Shadows of the Damned                          | Justine                                         |                                                                                                  | [ 196 ]                       |
| 2011 | Rage                                           | Olika röstroller                                |                                                                                                  | [ 197 ]                       |
| 2011 | Batman: Arkham City                            | Harley Quinn                                    | Nominerad–BTVA Voice Acting Award for Best Female Vocal Performance in a Video Game, 2011        | [ 198 ] [ 199 ]               |
| 2011 | Ultimate Marvel vs. Capcom 3                   | X-23                                            |                                                                                                  | [ 200 ]                       |
| 2011 | Star Wars: The Old Republic                    | Risha, Holliday                                 |                                                                                                  | [ 17 ] [ 201 ]                |
| 2011 | Batman: Arkham City Lockdown                   | Harley Quinn                                    |                                                                                                  | [ 202 ]                       |
| 2012 | Asura's Wrath                                  | Durga                                           |                                                                                                  | [ 17 ]                        |
| 2012 | Lollipop Chainsaw                              | Juliet Starling                                 | Nominerad–BTVA Voice Acting Award for Best Female Vocal Performance in a Video Game, 2012        | [ 17 ] [ 203 ]                |
| 2012 | Guild Wars 2                                   | Scarlet Briar                                   |                                                                                                  | [ 204 ]                       |
| 2012 | Marvel Super Hero Squad Online                 | Scarlet Witch                                   |                                                                                                  | [ 205 ]                       |
| 2012 | Ben 10 Omniverse: The Game                     | Ben Tennyson (10 year old), Pakmar              |                                                                                                  | [ 17 ]                        |
| 2012 | PlayStation All-Stars Battle Royale            | Fat Princess                                    |                                                                                                  | [ 17 ]                        |
| 2012 | Armored Core V                                 | Francis "Fran" Batty Curtis, Angie, Datorröst 1 |                                                                                                  | [ 206 ] [ 207 ]               |
| 2013 | Injustice: Gods Among Us                       | Harley Quinn                                    |                                                                                                  | [ 208 ] [ 209 ]               |
| 2013 | Marvel Heroes                                  | Squirrel Girl, Moira MacTaggert, Dagger         |                                                                                                  | [ 17 ] [ 210 ]                |
| 2013 | The Wonderful 101                              | Wonder Pink                                     | Nominerad–BTVA Voice Acting Award for Best Female Vocal Performance in a Video Game, 2013        | [ 17 ] [ 211 ] [ 212 ]        |
| 2013 | Skylanders: Swap Force                         | Flashwing                                       |                                                                                                  | [ 213 ]                       |
| 2013 | Lego Marvel Super Heroes                       | VO Talent                                       |                                                                                                  | [ 214 ]                       |
| 2013 | Batman: Arkham Origins                         | Olika röstroller                                |                                                                                                  | [ 215 ]                       |
| 2014 | Metal Gear Solid V: Ground Zeroes              | Paz                                             | Även ansiktsrörelser                                                                             | [ 17 ]                        |
| 2014 | The Elder Scrolls Online                       | Olika röstroller                                |                                                                                                  | [ 216 ]                       |
| 2014 | WildStar                                       | Aurin Female                                    |                                                                                                  | [ 217 ] [ 218 ]               |
| 2014 | Skylanders: Trap Team                          | Flashwing                                       |                                                                                                  | [ 219 ]                       |
| 2014 | Lego Batman 3: Beyond Gotham                   | Harley Quinn, Poison Ivy, Övriga karaktärer     |                                                                                                  | [ 220 ] [ 221 ]               |
| 2014 | Little Big Planet 3                            | Coach Rock, Vera Oblonsky                       |                                                                                                  | [ 222 ] [ 223 ]               |
| 2015 | Infinite Crisis                                | Harley Quinn                                    | Spel i öppen beta                                                                                | [ 224 ]                       |